# 뉴온
뉴온(영어: Nuon)은 대한민국의 코팅용 진공증착장비 제조 기업이다.